# Dominique Garde
Pour les articles homonymes, voir Garde.
Dominique Garde (né le 18 mars 1959 à Condrieu, Rhône) est un coureur cycliste français, professionnel entre 1981 et 1991. Il est le frère aîné de Jean-Claude Garde.

## Biographie
Il obtient plusieurs places d'honneur sur des étapes du Tour de France ou du Tour d'Espagne.
Sur le Tour de France 1984, il est échappé avec Pierre-Henri Menthéour et le Danois Kim Andersen dans la treizième étape qui arrive à Rodez, mais il est battu au sprint par Pierre-Henri Menthéour et prend la deuxième place. 
Il prend une nouvelle deuxième place sur la quatorzième étape du Tour d'Espagne 1985, mais à près de quatre minutes de l'Espagnol José Recio.
Sur le Tour de France 1986, il obtient deux places de troisième lors des seizième et dix-neuvième étapes.
Depuis sa retraite, il s’occupe de la formation des jeunes coureurs ainsi que de l'organisation de nombreuses courses pour son club de l’Espoir Cycliste Saint-Étienne Loire qui est dirigé par son ami Gilles Mas.

## Palmarès

### Palmarès amateur
- Amateur
  - 1974-1980 : 40 victoires
- 1979
  - 1 étape du Circuit de Saône-et-Loire
- 1980
  - 1 étape du Tour de l'Hérault
  - 1 étape de Nice-Les Orres
  - Nice-La Foux d'Alos
  - 2e du Tour de l'Hérault
  - 3e de Nice-Les Orres
  - 3e du Grand Prix du Cru Fleurie

### Palmarès professionnel
| - 1981 - 2e étape du Tour du Tarn - 2e de Châteauroux-Limoges - 1982 - 5e étape du Tour de Corse - 1983 - 3e du Tour de l'Aude - 3e du Tour du Limousin - 1984 - Classement général du Grand Prix du Midi libre - Trophée Sitram - 3e de Châteauroux-Limoges - 10e du Critérium du Dauphiné libéré | - 1985 - 2e étape du Grand Prix du Midi libre - Trophée Sitram - 4e du Grand Prix du Midi libre - 10e du Critérium du Dauphiné libéré - 1988 - 8e du Grand Prix du Midi libre - 1989 - 2e étape du Tour de France (contre-la-montre par équipes) |  |

## Résultats sur les grands tours

### Tour de France
Dominique Garde a participé à huit Tour de France. Il a obtenu son meilleur classement individuel en 1984 en finissant 33e :
- 1982 : 64e
- 1983 : 40e
- 1984 : 33e
- 1985 : 35e
- 1986 : 45e
- 1987 : 54e
- 1988 : 93e
- 1989 : 52e, vainqueur de la 2e étape (contre-la-montre par équipes)

### Tour d'Italie
3 participations
- 1989 : 37e
- 1990 : 81e
- 1991 : abandon (17e étape)

### Tour d'Espagne
2 participations
- 1985 : 24e
- 1986 : 42e